# Georges Sironval
Georges Sironval (Pepinster, 24 april 1899 - 24 juli 1977) was een Belgisch senator.

## Levensloop
Sironval trouwde met Fany Bénéré. Ze hadden een zoon en een dochter, Marie-Victoire Sironval. 
Hij werd onderwijzer en trad tijdens de Tweede Wereldoorlog toe tot het Verzet.
Hij verleende ook onderdak aan kinderen van Spaanse republikeinen en aan Joodse kinderen. Zijn dochter ontving in 1999, mede in naam van haar overleden ouders, de onderscheiding 'Rechtvaardige onder de Volkeren' van de staat Israël.
In 1946 werd hij verkozen tot communistisch senator voor het arrondissement Verviers en vervulde dit mandaat tot in 1949. Van 1946 tot 1958 was hij gemeenteraadslid van Pepinster.
In december 2001 werd in Pepinster een Huis voor vrijzinnigen opgericht, onder de naam Maison de la Laïcité de Pepinster, espace Georges Sironval. 